# Abfall-Zwischenlager Gorleben
Das Abfall-Zwischenlager Gorleben (AZG), nahe der Gemeinde Gorleben im Landkreis Lüchow-Dannenberg (Niedersachsen, Deutschland), dient der Zwischenlagerung von radioaktiven Abfällen mit vernachlässigbarer Wärmeentwicklung, die vor allem aus dem Betrieb der deutschen Kernkraftwerke, aber auch aus Forschung und Industrie stammen. Es wird von der BGZ Gesellschaft für Zwischenlagerung mbH (BGZ) betrieben.
Die Genehmigung für dieses Lager wurde erstmals im Jahr 1983 vom Staatlichen Gewerbeaufsichtsamt Lüneburg (GAA) nach § 12 Abs. 1 Nr. 3 Strahlenschutzgesetz (früher: § 7 Strahlenschutzverordnung) erteilt. Die Inbetriebnahme erfolgte 1984. Das GAA Lüneburg ist gleichzeitig die nach § 1 Abs. 1 i. V. m. Nr. 6.2 der Anlage zur ZustVO-Umwelt-Arbeitsschutz zuständige Aufsichtsbehörde.
Die Lagerhalle ist 4.500 m² groß und etwa 5 m hoch. Sie besitzt eine Kapazität von 15.000 m³. Vor ihrer Zwischenlagerung im Abfall-Zwischenlager Gorleben werden die Abfälle entweder an ihrem Entstehungsort oder in anderen dafür vorgesehenen Anlagen konditioniert, d. h. endlagergerecht in Spezialbehälter verpackt. Als Gebindetypen sind für die Zwischenlagerung Container und Rundbehälter aus Stahl, Beton oder Gusseisen zugelassen. Der Gesamtgebindebestand betrug am 31. Dezember 2019 2.408 Einheiten. Dies entspricht einer Volumenausnutzung von 64,04 %. Das genehmigte radioaktive Inventar war zum gleichen Stichtag nur zu einem Bruchteil von 0,15 % der genehmigten Aktivität ausgeschöpft.
Das Abfall-Zwischenlager Gorleben ist zu unterscheiden vom Brennelemente-Zwischenlager Gorleben (BZG), welches ein Zwischenlager für abgebrannte Brennelemente und hochradioaktive Abfälle in so genannten Glaskokillen aus der Wiederaufarbeitung ist. 